# آتیلیو دماریا

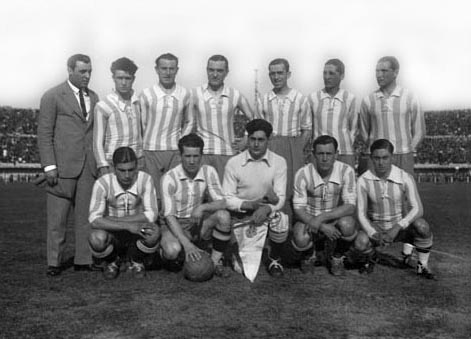
تیم ملی فوتبال آرژانتین - ۱۹۳۰

آتیلیو دماریا (به ایتالیایی: Atilio Demaría) بازیکن فوتبال و اهل ایتالیا است 

## تیم ملی
از سال ۱۹۳۲ میلادی عضو تیم ملی فوتبال ایتالیا بوده و در ۱۳ بازی ملی حضور داشته‌است. او در بازی‌های ملی‌اش ۳ گل به ثمر رساند.
آتیلیو دماریا آخرین بازی ملی خود را در سال ۱۹۴۰ میلادی انجام داد.